# 第九角下廍鎮安宮
第九角下廍鎮安宮，位於臺灣臺南市佳里區，昔日地名稱下營，地屬佳里玉勅皇勅金唐殿境內第九角。主祀中壇元帥，榮封為玉勅皇勅金唐殿蕭壠香科「開路先鋒」，其所屬宋江陣亦為玉勅皇勅金唐殿蕭壠香科開路先鋒陣頭。

## 沿革
蕭壠，為臺灣西拉雅文化發源地之一，也是平埔西拉雅族四大社中最接近海岸線者，人口最多，文化最發達，與外界接觸也最早。來自中國大陸居民渡海來臺，沿灣裡溪(今曾文溪)巷口港上岸(今佳里區六安里東勢角一帶)進入蕭壠社與平埔人貿易，漢人並逐漸入墾蕭壠社，明朝永曆十八年(西元1664年)明鄭時期施行寓兵於農的政策，現今金唐殿廟前中山路到新生路一帶，曾有一條由北而南轉西流入大海之小溪，溪流兩側一帶即為鄭成功部屬鎮兵林可棟的屯墾地，清朝康熙三十七年（西元1698年），林可棟見此地為風水寶地，逐捐獻風水寶地興建公廟(蕭壠代天府)，並獻上匾額「宏文求莫」 。
鎮兵林可棟並將由隨他渡海來臺的中壇元帥、天上聖母供奉於蕭壠代天府中。後來林可棟率族人往西開墾，擴展遷來下營一帶（今下營里）定居。一直到大正二年〈西元1913年〉，庄民將神尊迎回供奉，暫時安位於爐主之住宅，由於神靈顯赫，有求必應，香火日盛，爐主的住宅已無法絡繹不絕之信徒，直至於大正七年〈西元1918年〉，簡單蓋建公厝暫為奉祀。於大正十五年〈西元1926年〉，由信眾發起興建廟宇（現今廟地），直到昭和三年〈西元1928年〉完工落成，廟名為「鎮安宮」。

### 蕭壠香科榮封
蕭壠香玉勅代天巡狩勅令第九角鎮安宮中壇元帥為「開路先鋒」。

## 主祀神祇
主祀
- 中壇元帥、仁聖大帝、陳府三姑

同祀
- 協天大帝、天上聖母(蕭壠媽)

配祀
- 福德正神、田都元帥

## 資料來源
1. ↑  刈香轄境. .
2. ↑  南瀛古匾誌. . 臺南縣政府文化局. 2009年.